# Championnat d'Asie du Sud-Est de football 2022
Navigation
2020 2024
Le Championnat d'Asie du Sud-Est de football 2022 (officiellement AFF Mitsubishi Electric Cup 2022 pour des raisons de sponsoring) est la 14e édition du Championnat d'Asie du Sud-Est de football, le championnat des nations affiliées à l'Association des nations de l'Asie du Sud-Est (AFF), et est la 1re édition sous le nom de AFF Mitsubishi Electric Cup.
Le tournoi final se déroule du 20 décembre 2022 au 16 janvier 2023. La Thaïlande est la championne en titre.

## Format
L'AFF Mitsubishi Electric Cup 2022 suivra le format 2018, un changement par rapport au format 2020 avec un lieu centralisé en raison de la Pandémie de Covid-19 en Asie du Sud-Est.
Dans le format actuel, les neuf équipes les mieux classées se qualifieraient automatiquement, les équipes classées 10e et 11e jouant dans un match de qualification à deux. Les 10 équipes seraient divisées en deux groupes de cinq et joueraient un système de tournoi à la ronde, chaque équipe jouant deux matchs à domicile et deux à l'extérieur.
Un tirage au sort sera effectué pour déterminer où les équipes joueront tandis que le format du tour à élimination directe resterait inchangé.

## Éliminatoires
Brunei et le Timor oriental ont disputé la dixième et seule place restante pour le tournoi final du championnat AFF en deux matches aller-retour. Brunei a accueilli les deux manches, car le Timor Leste n'avait pas de lieu approprié.
Brunei s'est qualifié en battant le Timor-Leste 6–3 au total, faisant sa deuxième apparition dans le tournoi final après 26 ans d'absence depuis son édition inaugurale.
| Match aller                   | Brunei                                                         | 6 - 2   | Timor oriental             | | |
| 5 novembre 2022 08h45 (15h45) | Abdul Azizi 18e 33e · Razimie 60e 90+3e · Azwan 74e · Wafi 89e | (2 - 1) | 45+1e Mouzinho · 64e Firth | Track & Field Sports Complex, Bandar Seri Begawan Spectateurs : 600 Arbitrage : Warintorn Sassadee | Track & Field Sports Complex, Bandar Seri Begawan Spectateurs : 600 Arbitrage : Warintorn Sassadee |
| 5 novembre 2022 08h45 (15h45) | Rapport                                                        |         |                            | Track & Field Sports Complex, Bandar Seri Begawan Spectateurs : 600 Arbitrage : Warintorn Sassadee | Track & Field Sports Complex, Bandar Seri Begawan Spectateurs : 600 Arbitrage : Warintorn Sassadee |

| Match retour                  | Timor oriental | 1 - 0   | Brunei | | |
| 8 novembre 2022 07h30 (14h30) | Mouzinho 45+2e | (1 - 0) |        | Track & Field Sports Complex, Bandar Seri Begawan Spectateurs : 1 207 Arbitrage : Razlan Joffri Ali | Track & Field Sports Complex, Bandar Seri Begawan Spectateurs : 1 207 Arbitrage : Razlan Joffri Ali |
| 8 novembre 2022 07h30 (14h30) | Rapport        |         |        | Track & Field Sports Complex, Bandar Seri Begawan Spectateurs : 1 207 Arbitrage : Razlan Joffri Ali | Track & Field Sports Complex, Bandar Seri Begawan Spectateurs : 1 207 Arbitrage : Razlan Joffri Ali |

## Équipes qualifiées
Neuf équipes se sont automatiquement qualifiées pour le tournoi final du championnat AFF ; elles ont été réparties dans cinq chapeaux en fonction de leurs performances lors des deux dernières éditions.
Brunei et le Timor oriental, les deux équipes les moins bien classées, ont disputé un match de barrage pour déterminer le dixième et dernier qualifié en novembre 2022, avec Brunei accueillant les deux manches car le Timor-Leste n'a pas de site aux normes de la FIFA. Brunei a obtenu sa qualification et sa deuxième apparition dans le tournoi, en battant le Timor oriental 6-3 au total.
L'Australie, membre depuis 2013, a décidé de ne pas faire ses débuts au tournoi.

## Tirage au sort
Le tirage au sort du championnat AFF 2022 a eu lieu le 30 août 2022 à Bangkok, Thaïlande à 14h00 (UTC+07:00). Les placements du pot ont suivi la progression de chaque équipe sur la base des deux éditions précédentes.
Au moment du tirage au sort, l'identité de l'équipe nationale qui a obtenu la qualification était inconnue et a été automatiquement placée dans le chapeau 5. Brunei s'est qualifié pour le tournoi final, en battant le Timor oriental.
| Chapeau 1 | Chapeau 2   | Chapeau 3 | Chapeau 4 | Chapeau 5 |
| --------- | ----------- | --------- | --------- | --------- |
| Thaïlande | Philippines | Indonésie | Birmanie  | Laos      |
| Viêt Nam  | Malaisie    | Singapour | Cambodge  | Brunei    |

## Effectifs
Chaque équipe a droit à une équipe préliminaire de 50 joueurs. Une équipe finale de 23 joueurs (dont trois doivent être gardiens de but) devait être enregistrée.

## Arbitres
Les officiels suivants ont été choisis pour la compétition.
| Arbitres | Arbitres assistants |
| --- | --- |
| Majed Al-Shamrani (en) Kim Hee-gon (en) Kim Jong-hyeok Tam Ping Wun Hiroki Kasahara Ryūji Satō Yudai Yamamoto (en) Ahmed Al-Ali Omar Al-Yaqoubi (en) Chen Hsin-chuan | Fahad Al-Umri Mohammad Faisal Ali Kang Dong-ho Yoon Jae-yeol So Kai Man Nurhadi Sulchan Bambang Syamsudar Jun Mihara Isao Nishihashi Takumi Takagi Yosuke Takebe Kota Watanabe Hamza Abu Obaid Ahmad Muhsen Abdul Rasid Chen Hsiao-en Pattarapong Kijsathit Supawan Hinthong Nguyễn Trung Hậu |

## Villes et stades
Il y a un site pour chaque nation participante au tournoi, chaque nation obtenant deux matches de groupe joués dans son stade à domicile. Brunei joue ses matchs à domicile au Kuala Lumpur Stadium en Malaisie, car son stade ne répond pas aux normes.
| Kuala Lumpur                 | Kuala Lumpur | Pathum Thani | Jakarta                  |
| ---------------------------- | --- | --- | ------------------------ |
| Stade national Bukit Jalil   | Kuala Lumpur Stadium | Stade Thammasat | Stade Gelora-Bung-Karno, |
| Capacité: 87 411             | Capacité: 18 000 | Capacité: 25 000 | Capacité: 77 193         |
|                              | | |                          |
| Phnom Penh                   | Localisation des stades du Championnat AFF 2022 [[Fichier:Southeast Asia plus Timor Leste location map.svg\|500px\|{{#if:\|{{{alt}}}\|Championnat d'Asie du Sud-Est de football 2022 est dans la page Asie du Sud-Est .]]Kuala Lumpur Phnom Penh Singapour Pathum Thani Hanoï Rangoun Vientiane Manille Jakarta | Localisation des stades du Championnat AFF 2022 [[Fichier:Southeast Asia plus Timor Leste location map.svg\|500px\|{{#if:\|{{{alt}}}\|Championnat d'Asie du Sud-Est de football 2022 est dans la page Asie du Sud-Est .]]Kuala Lumpur Phnom Penh Singapour Pathum Thani Hanoï Rangoun Vientiane Manille Jakarta | Hanoï                    |
| Stade National Morodok Techo | Localisation des stades du Championnat AFF 2022 [[Fichier:Southeast Asia plus Timor Leste location map.svg\|500px\|{{#if:\|{{{alt}}}\|Championnat d'Asie du Sud-Est de football 2022 est dans la page Asie du Sud-Est .]]Kuala Lumpur Phnom Penh Singapour Pathum Thani Hanoï Rangoun Vientiane Manille Jakarta | Localisation des stades du Championnat AFF 2022 [[Fichier:Southeast Asia plus Timor Leste location map.svg\|500px\|{{#if:\|{{{alt}}}\|Championnat d'Asie du Sud-Est de football 2022 est dans la page Asie du Sud-Est .]]Kuala Lumpur Phnom Penh Singapour Pathum Thani Hanoï Rangoun Vientiane Manille Jakarta | Stade national Mỹ Đình   |
| Capacité: 60 000             | Localisation des stades du Championnat AFF 2022 [[Fichier:Southeast Asia plus Timor Leste location map.svg\|500px\|{{#if:\|{{{alt}}}\|Championnat d'Asie du Sud-Est de football 2022 est dans la page Asie du Sud-Est .]]Kuala Lumpur Phnom Penh Singapour Pathum Thani Hanoï Rangoun Vientiane Manille Jakarta | Localisation des stades du Championnat AFF 2022 [[Fichier:Southeast Asia plus Timor Leste location map.svg\|500px\|{{#if:\|{{{alt}}}\|Championnat d'Asie du Sud-Est de football 2022 est dans la page Asie du Sud-Est .]]Kuala Lumpur Phnom Penh Singapour Pathum Thani Hanoï Rangoun Vientiane Manille Jakarta | Capacité: 40 192         |
|                              | Localisation des stades du Championnat AFF 2022 [[Fichier:Southeast Asia plus Timor Leste location map.svg\|500px\|{{#if:\|{{{alt}}}\|Championnat d'Asie du Sud-Est de football 2022 est dans la page Asie du Sud-Est .]]Kuala Lumpur Phnom Penh Singapour Pathum Thani Hanoï Rangoun Vientiane Manille Jakarta | Localisation des stades du Championnat AFF 2022 [[Fichier:Southeast Asia plus Timor Leste location map.svg\|500px\|{{#if:\|{{{alt}}}\|Championnat d'Asie du Sud-Est de football 2022 est dans la page Asie du Sud-Est .]]Kuala Lumpur Phnom Penh Singapour Pathum Thani Hanoï Rangoun Vientiane Manille Jakarta |                          |
| Rangoun                      | Vientiane | Manille | Singapour                |
| Stade Thuwunna               | Stade national du Laos | Stade Rizal Memorial | Stade Jalan Besar        |
| Capacité: 32 000             | Capacité: 25 000 | Capacité: 12 000 | Capacité: 6 000          |
|                              | | |                          |

## Critères
Le classement dans chaque groupe sera déterminé comme suit :
1. Plus grand nombre de points obtenus dans tous les matches de groupe ;
2. Différence de buts dans tous les matches de groupe ;
3. Plus grand nombre de buts marqués dans tous les matches de groupe.

Si deux équipes ou plus sont à égalité sur la base des trois critères ci-dessus, la place sera déterminée comme suit :
1. Résultat du match direct entre les équipes concernées ;
2. Tirs au but si seules les équipes sont à égalité et qu'elles se sont rencontrées au dernier tour du groupe ;
3. Tirage au sort par le Comité d'Organisation.

## Phase de groupes

### Groupe A
| Rang | Équipe      | Pts | J | G | N | P | Bp | Bc | Diff |
| ---- | ----------- | --- | - | - | - | - | -- | -- | ---- |
| 1    | Thaïlande   | 10  | 4 | 3 | 1 | 0 | 13 | 2  | +11  |
| 2    | Indonésie   | 10  | 4 | 3 | 1 | 0 | 12 | 3  | +9   |
| 3    | Cambodge    | 6   | 4 | 2 | 0 | 2 | 10 | 8  | +2   |
| 4    | Philippines | 3   | 4 | 1 | 0 | 3 | 8  | 10 | -2   |
| 5    | Brunei      | 0   | 4 | 0 | 0 | 4 | 2  | 22 | -20  |

#### 1rejournée
| Match 1                        | Cambodge                                                   | 3 - 2   | Philippines                            | Stade National Morodok Techo, Phnom Penh          |                                                   |
| 20 décembre 2022 11h00 (17h00) | ( Seut) Bunheing 16e · Chanpolin 20e · ( Yeu) Bunheing 59e | (2 - 1) | 41e Daniels · 55e Daniels (Aguinaldo ) | Spectateurs : 4 860 Arbitrage : Majed Al Shamrani | Spectateurs : 4 860 Arbitrage : Majed Al Shamrani |
| 20 décembre 2022 11h00 (17h00) | Rapport (AFFMEC) Rapport (AFF)                             |         |                                        | Spectateurs : 4 860 Arbitrage : Majed Al Shamrani | Spectateurs : 4 860 Arbitrage : Majed Al Shamrani |

| Match 2                        | Brunei                         | 0 - 5   | Thaïlande | Kuala Lumpur Stadium, Kuala Lumpur ( Malaisie), |                                               |
| 20 décembre 2022 13h30 (20h30) |                                | (0 - 2) | 19e Bordin (Teerasil ) · 44e Teerasil (Theerathon ) · 88e (csc) Yura · 90+1e (pen.) Peeradon · 90+3e Peeradon (Theerathon ) | Spectateurs : 480 Arbitrage : Chen Hsin-Chuan   | Spectateurs : 480 Arbitrage : Chen Hsin-Chuan |
| 20 décembre 2022 13h30 (20h30) | Rapport (AFFMEC) Rapport (AFF) |         | | Spectateurs : 480 Arbitrage : Chen Hsin-Chuan   | Spectateurs : 480 Arbitrage : Chen Hsin-Chuan |

#### 2ejournée
| Match 6                        | Indonésie                                  | 2 - 1   | Cambodge         | Stade Gelora-Bung-Karno, Jakarta            |                                             |
| 23 décembre 2022 10h30 (16h30) | ( Pratama) Egy 7e · ( Marselino) Witan 35e | (2 - 1) | 15e Krya (Seut ) | Spectateurs : 25 332 Arbitrage : Ryūji Satō | Spectateurs : 25 332 Arbitrage : Ryūji Satō |
| 23 décembre 2022 10h30 (16h30) | Rapport (AFFMEC) Rapport (AFF)             |         |                  | Spectateurs : 25 332 Arbitrage : Ryūji Satō | Spectateurs : 25 332 Arbitrage : Ryūji Satō |

| Match 5                        | Philippines | 5 - 1   | Brunei               | Stade Rizal Memorial, Manille                |                                              |
| 23 décembre 2022 11h00 (18h00) | ( Bugas) Daniels 7e · ( Hartmann) Reyes 12e · ( Rasmussen) Melliza 50e · ( Menzi) Rasmussen 51e · ( Bias) Rasmussen 88e | (2 - 0) | 70e Ramlli (Hakeme ) | Spectateurs : 1 650 Arbitrage : Tam Ping Wun | Spectateurs : 1 650 Arbitrage : Tam Ping Wun |
| 23 décembre 2022 11h00 (18h00) | Rapport (AFFMEC) Rapport (AFF)                                                                                          |         |                      | Spectateurs : 1 650 Arbitrage : Tam Ping Wun | Spectateurs : 1 650 Arbitrage : Tam Ping Wun |

#### 3ejournée
| Match 9                        | Brunei                         | 0 - 7   | Indonésie | Kuala Lumpur Stadium, Kuala Lumpur ( Malaisie), |                                             |
| 26 décembre 2022 11h00 (18h00) |                                | (0 - 2) | 20e Syahrian (Spasojević ) · 41e Dendy (Saddil ) · 59e Egy (Edo ) · 60e Spasojević (Asnawi ) · 68e Sananta (Sayuri ) · 86e Klok (Sayuri ) · 90+2e Sayuri (Edo ) | Spectateurs : 5 439 Arbitrage : Kim Hee-gon     | Spectateurs : 5 439 Arbitrage : Kim Hee-gon |
| 26 décembre 2022 11h00 (18h00) | Rapport (AFFMEC) Rapport (AFF) |         | | Spectateurs : 5 439 Arbitrage : Kim Hee-gon     | Spectateurs : 5 439 Arbitrage : Kim Hee-gon |

| Match 10                       | Thaïlande                                                                                         | 4 - 0   | Philippines | Stade Thammasat, Pathum Thani                  |                                                |
| 26 décembre 2022 13h30 (19h30) | ( Theerathon) Teerasil 3e · Teerasil 41e (pen.) · ( Teerasil) Adisak 57e · ( Bordin) Suphanan 63e | (2 - 0) |             | Spectateurs : 6 567 Arbitrage : Yudai Yamamoto | Spectateurs : 6 567 Arbitrage : Yudai Yamamoto |
| 26 décembre 2022 13h30 (19h30) | Rapport (AFFMEC) Rapport (AFF)                                                                    |         |             | Spectateurs : 6 567 Arbitrage : Yudai Yamamoto | Spectateurs : 6 567 Arbitrage : Yudai Yamamoto |

#### 4ejournée
| Match 13                       | Indonésie                      | 1 - 1   | Thaïlande            | Stade Gelora-Bung-Karno, Jakarta                    |                                                     |
| 29 décembre 2022 10h30 (16h30) | Klok 50e (pen.)                | (0 - 0) | 79e Sarach (Bordin ) | Spectateurs : 49 985 Arbitrage : Mohammed Al-Hoaish | Spectateurs : 49 985 Arbitrage : Mohammed Al-Hoaish |
| 29 décembre 2022 10h30 (16h30) | Rapport (AFFMEC) Rapport (AFF) |         |                      | Spectateurs : 49 985 Arbitrage : Mohammed Al-Hoaish | Spectateurs : 49 985 Arbitrage : Mohammed Al-Hoaish |

| Match 14                       | Cambodge | 5 - 1   | Brunei                  | Stade National Morodok Techo, Phnom Penh      |                                               |
| 29 décembre 2022 11h00 (17h00) | ( Sambath) Chanchav 31e · Taylor 50e (pen.) · Sokpheng 73e (pen.) · ( Noron) Pisoth 80e · ( Noron) Pisoth 88e | (1 - 1) | 21e Nurikhwan (Hakeme ) | Spectateurs : 6 169 Arbitrage : Choi Hyun-Jae | Spectateurs : 6 169 Arbitrage : Choi Hyun-Jae |
| 29 décembre 2022 11h00 (17h00) | Rapport (AFFMEC) Rapport (AFF)                                                                                |         |                         | Spectateurs : 6 169 Arbitrage : Choi Hyun-Jae | Spectateurs : 6 169 Arbitrage : Choi Hyun-Jae |

#### 5ejournée
| Match 17                     | Thaïlande                                                                | 3 - 1   | Cambodge           | Stade Thammasat, Pathum Thani               |                                             |
| 2 janvier 2023 13h30 (19h30) | Teerasil 45+2e (pen.) · ( Sarach) Sumanya 50e · ( Peeradon) Teerasil 90e | (1 - 0) | 68e Chanthea (Ty ) | Spectateurs : 8 415 Arbitrage : Omar Al Ali | Spectateurs : 8 415 Arbitrage : Omar Al Ali |
| 2 janvier 2023 13h30 (19h30) | Rapport (AFFMEC) Rapport (AFF)                                           |         |                    | Spectateurs : 8 415 Arbitrage : Omar Al Ali | Spectateurs : 8 415 Arbitrage : Omar Al Ali |

| Match 18                     | Philippines                    | 1 - 2   | Indonésie                                      | Stade Rizal Memorial, Manille                |                                              |
| 2 janvier 2023 13h30 (20h30) | ( Schröck) Rasmussen 83e       | (0 - 2) | 21e Dendy (Pratama ) · 43e Marselino (Saddil ) | Spectateurs : 2 370 Arbitrage : Ahmed Al Ali | Spectateurs : 2 370 Arbitrage : Ahmed Al Ali |
| 2 janvier 2023 13h30 (20h30) | Rapport (AFFMEC) Rapport (AFF) |         |                                                | Spectateurs : 2 370 Arbitrage : Ahmed Al Ali | Spectateurs : 2 370 Arbitrage : Ahmed Al Ali |

### Groupe B
| Rang | Équipe    | Pts | J | G | N | P | Bp | Bc | Diff |
| ---- | --------- | --- | - | - | - | - | -- | -- | ---- |
| 1    | Viêt Nam  | 10  | 4 | 3 | 1 | 0 | 12 | 0  | +12  |
| 2    | Malaisie  | 9   | 4 | 3 | 0 | 1 | 10 | 4  | +6   |
| 3    | Singapour | 7   | 4 | 2 | 1 | 1 | 6  | 6  | 0    |
| 4    | Birmanie  | 1   | 4 | 0 | 1 | 3 | 4  | 9  | -5   |
| 5    | Laos      | 1   | 4 | 0 | 1 | 3 | 2  | 15 | -13  |

#### 1rejournée
| Match 3                        | Birmanie                       | 0 - 1   | Malaisie             | Stade Thuwunna, Rangoun                             |                                                     |
| 21 décembre 2022 11h00 (16h30) |                                | (0 - 0) | 52e Faisal (Safawi ) | Spectateurs : 4 500 Arbitrage : Ahmed Faisal Al Ali | Spectateurs : 4 500 Arbitrage : Ahmed Faisal Al Ali |
| 21 décembre 2022 11h00 (16h30) | Rapport (AFFMEC) Rapport (AFF) |         |                      | Spectateurs : 4 500 Arbitrage : Ahmed Faisal Al Ali | Spectateurs : 4 500 Arbitrage : Ahmed Faisal Al Ali |

| Match 4                        | Laos                           | 0 - 6   | Viêt Nam | Stade national du Laos, Vientiane                |                                                  |
| 21 décembre 2022 13h30 (19h30) |                                | (0 - 2) | 15e Nguyễn Tiến Linh (Đoàn Văn Hậu ) · 43e Đỗ Hùng Dũng · 55e Hồ Tấn Tài (Nguyễn Thành Chung ) · 58e Đoàn Văn Hậu (Nguyễn Hoàng Đức ) · 82e Nguyễn Văn Toàn (Phạm Tuấn Hải ) · 90+1e Vũ Văn Thanh (Nguyễn Tuấn Anh ) | Spectateurs : 10 240 Arbitrage : Hiroki Hasakara | Spectateurs : 10 240 Arbitrage : Hiroki Hasakara |
| 21 décembre 2022 13h30 (19h30) | Rapport (AFFMEC) Rapport (AFF) |         | | Spectateurs : 10 240 Arbitrage : Hiroki Hasakara | Spectateurs : 10 240 Arbitrage : Hiroki Hasakara |

#### 2ejournée
| Match 8                        | Singapour                                                         | 3 - 2   | Birmanie                                   | Stade national de Singapour, Singapour         |                                                |
| 24 décembre 2022 11h00 (18h00) | ( Van Huizen) Ilhan 45e · ( Hami) Shah 49e · ( Zaiful) Shawal 74e | (1 - 1) | 34e M.M. Lwin (A.K. Mann ) · 66e M.M. Lwin | Spectateurs : 5 370 Arbitrage : Kim Jong-hyeok | Spectateurs : 5 370 Arbitrage : Kim Jong-hyeok |
| 24 décembre 2022 11h00 (18h00) | Rapport (AFFMEC) Rapport (AFF)                                    |         |                                            | Spectateurs : 5 370 Arbitrage : Kim Jong-hyeok | Spectateurs : 5 370 Arbitrage : Kim Jong-hyeok |

| Match 7                        | Malaisie                                                                                             | 5 - 0   | Laos | Stade national Bukit Jalil, Kuala Lumpur           |                                                    |
| 24 décembre 2022 13h30 (20h30) | ( Hakim) Agüero 29e · ( Safawi) Faisal 65e · ( Hakim) Faisal 68e · Haqimi 77e · ( Haqimi) Wilkin 87e | (1 - 0) |      | Spectateurs : 29 961 Arbitrage : Majed Al Shamrani | Spectateurs : 29 961 Arbitrage : Majed Al Shamrani |
| 24 décembre 2022 13h30 (20h30) | Rapport (AFFMEC) Rapport (AFF)                                                                       |         |      | Spectateurs : 29 961 Arbitrage : Majed Al Shamrani | Spectateurs : 29 961 Arbitrage : Majed Al Shamrani |

#### 3ejournée
| Match 11                       | Laos                           | 0 - 2   | Singapour                            | Stade national du Laos, Vientiane              |                                                |
| 27 décembre 2022 11h00 (17h00) |                                | (0 - 1) | 32e Irfan (Zulfahmi ) · 90+4e Shawal | Spectateurs : 1 087 Arbitrage : Yudai Yamamoto | Spectateurs : 1 087 Arbitrage : Yudai Yamamoto |
| 27 décembre 2022 11h00 (17h00) | Rapport (AFFMEC) Rapport (AFF) |         |                                      | Spectateurs : 1 087 Arbitrage : Yudai Yamamoto | Spectateurs : 1 087 Arbitrage : Yudai Yamamoto |

| Match 12                       | Viêt Nam                                                                                                  | 3 - 0   | Malaisie | Stade national Mỹ Đình, Hanoï               |                                             |
| 27 décembre 2022 13h30 (19h30) | ( Đoàn Văn Hậu) Nguyễn Tiến Linh 28e · Quế Ngọc Hải 64e (pen.) · ( Nguyễn Quang Hải) Nguyễn Hoàng Đức 83e | (1 - 0) |          | Spectateurs : 17 545 Arbitrage : Ryūji Satō | Spectateurs : 17 545 Arbitrage : Ryūji Satō |
| 27 décembre 2022 13h30 (19h30) | Rapport (AFFMEC) Rapport (AFF)                                                                            |         |          | Spectateurs : 17 545 Arbitrage : Ryūji Satō | Spectateurs : 17 545 Arbitrage : Ryūji Satō |

#### 4ejournée
| Match 16                       | Birmanie                                  | 2 - 2   | Laos                                                             | Stade Thuwunna, Rangoun                     |                                             |
| 30 décembre 2022 11h00 (16h30) | ( H.Z. Lin) K.M. Oo 15e · M.M. Lwin 90+6e | (1 - 1) | 12e Vongchiengkham (Sangvilay ) · 46e Ratxachak (Kongmathilath ) | Spectateurs : 4 100 Arbitrage : Aziz Asimov | Spectateurs : 4 100 Arbitrage : Aziz Asimov |
| 30 décembre 2022 11h00 (16h30) | Rapport (AFFMEC) Rapport (AFF)            |         |                                                                  | Spectateurs : 4 100 Arbitrage : Aziz Asimov | Spectateurs : 4 100 Arbitrage : Aziz Asimov |

| Match 15                       | Singapour                      | 0 - 0   | Viêt Nam | Stade national de Singapour, Singapour          |                                                 |
| 30 décembre 2022 13h30 (20h30) |                                | (0 - 0) |          | Spectateurs : 5 434 Arbitrage : Hiroki Kasahara | Spectateurs : 5 434 Arbitrage : Hiroki Kasahara |
| 30 décembre 2022 13h30 (20h30) | Rapport (AFFMEC) Rapport (AFF) |         |          | Spectateurs : 5 434 Arbitrage : Hiroki Kasahara | Spectateurs : 5 434 Arbitrage : Hiroki Kasahara |

#### 5ejournée
| Match 19                     | Viêt Nam                                                                            | 3 - 0   | Birmanie | Stade national Mỹ Đình, Hanoï                  |                                                |
| 3 janvier 2022 13h30 (19h30) | K.Z. Lwin 8e (csc) · Nguyễn Tiến Linh 27e · ( Nguyễn Hoàng Đức) Châu Ngọc Quang 72e | (2 - 0) |          | Spectateurs : 11 575 Arbitrage : Choi Hyun-jae | Spectateurs : 11 575 Arbitrage : Choi Hyun-jae |
| 3 janvier 2022 13h30 (19h30) | Rapport (AFFMEC) Rapport (AFF)                                                      |         |          | Spectateurs : 11 575 Arbitrage : Choi Hyun-jae | Spectateurs : 11 575 Arbitrage : Choi Hyun-jae |

| Match 20                     | Malaisie                                                                   | 4 - 1   | Singapour        | Stade national Bukit Jalil, Kuala Lumpur            |                                                     |
| 3 janvier 2022 13h30 (20h30) | ( Safawi) Lok 35e · Wilkin 50e · ( Safawi) Wilkin 54e · ( Tuck) Agüero 88e | (1 - 0) | 85e Faris (Amy ) | Spectateurs : 65 147 Arbitrage : Mohammed Al Hoaish | Spectateurs : 65 147 Arbitrage : Mohammed Al Hoaish |
| 3 janvier 2022 13h30 (20h30) | Rapport (AFFMEC) Rapport (AFF)                                             |         |                  | Spectateurs : 65 147 Arbitrage : Mohammed Al Hoaish | Spectateurs : 65 147 Arbitrage : Mohammed Al Hoaish |

## Phase à élimination directe
|  | Demi-finales         | Demi-finales        | Demi-finales        | Demi-finales        |          |          | Finale                | Finale                | Finale                | Finale                |
|  |                      |                     |                     |                     |          |          |                       |                       |                       |                       |
|  | 6 et 9 janvier 2023  | 6 et 9 janvier 2023 | 6 et 9 janvier 2023 | 6 et 9 janvier 2023 |          |          | 13 et 16 janvier 2023 | 13 et 16 janvier 2023 | 13 et 16 janvier 2023 | 13 et 16 janvier 2023 |
|  | Viêt Nam             | Viêt Nam            | 0                   | 2                   |          |          | 13 et 16 janvier 2023 | 13 et 16 janvier 2023 | 13 et 16 janvier 2023 | 13 et 16 janvier 2023 |
|  | Viêt Nam             | Viêt Nam            | 0                   | 2                   |          |          | 13 et 16 janvier 2023 | 13 et 16 janvier 2023 | 13 et 16 janvier 2023 | 13 et 16 janvier 2023 |
|  | Indonésie            | Indonésie           | 0                   | 0                   |          |          | 13 et 16 janvier 2023 | 13 et 16 janvier 2023 | 13 et 16 janvier 2023 | 13 et 16 janvier 2023 |
|  | Indonésie            | Indonésie           | 0                   | 0                   | Viêt Nam | Viêt Nam | 2                     | 0                     |                       |                       |
|  | 7 et 10 janvier 2023 |                     |                     |                     | Viêt Nam | Viêt Nam | 2                     | 0                     |                       |                       |
|  |                      |                     | Thaïlande           | Thaïlande           | 2        | 1        |                       |                       |                       |                       |
|  | Thaïlande            | Thaïlande           | Thaïlande           | Thaïlande           | 2        | 1        | 0                     | 3                     |                       |                       |
|  | Thaïlande            | Thaïlande           |                     |                     |          |          |                       | 3                     |                       |                       |
|  | Malaisie             | Malaisie            | 1                   | 0                   |          |          |                       |                       |                       |                       |
|  | Malaisie             | Malaisie            | 1                   | 0                   |          |          |                       |                       |                       |                       |

### Demi-finales
| Équipe 1  | Score | Équipe 2  | Aller | Retour |
| --------- | ----- | --------- | ----- | ------ |
| Viêt Nam  | 2 - 0 | Indonésie | 0 - 0 | 2 - 0  |
| Thaïlande | 3 - 1 | Malaisie  | 0 - 1 | 3 - 0  |

#### Viêt Nam - Indonésie
| Match 21                     | Indonésie                      | 0 - 0   | Viêt Nam | Stade Gelora-Bung-Karno, Jakarta                 |                                                  |
| 6 janvier 2023 10h30 (16h30) |                                | (0 - 0) |          | Spectateurs : 49 595 Arbitrage : Omar Al Yaqoubi | Spectateurs : 49 595 Arbitrage : Omar Al Yaqoubi |
| 6 janvier 2023 10h30 (16h30) | Rapport (AFFMEC) Rapport (AFF) |         |          | Spectateurs : 49 595 Arbitrage : Omar Al Yaqoubi | Spectateurs : 49 595 Arbitrage : Omar Al Yaqoubi |

| Match 23                     | Viêt Nam                                                                   | 2 - 0   | Indonésie | Stade national Mỹ Đình, Hanoï                 |                                               |
| 9 janvier 2023 13h30 (19h30) | ( Đỗ Hùng Dũng) Nguyễn Tiến Linh 3e · ( Đỗ Hùng Dũng) Nguyễn Tiến Linh 47e | (1 - 0) |           | Spectateurs : 23 989 Arbitrage : Yusuke Araki | Spectateurs : 23 989 Arbitrage : Yusuke Araki |
| 9 janvier 2023 13h30 (19h30) | Rapport (AFFMEC) Rapport (AFF)                                             |         |           | Spectateurs : 23 989 Arbitrage : Yusuke Araki | Spectateurs : 23 989 Arbitrage : Yusuke Araki |

#### Thaïlande - Malaisie
| Match 22                     | Malaisie                       | 1 - 0   | Thaïlande | Stade national Bukit Jalil, Kuala Lumpur      |                                               |
| 7 janvier 2023 13h30 (20h30) | ( Vengadesan) Faisal H. 11e    | (1 - 0) |           | Spectateurs : 62 989 Arbitrage : Kim Dae-yong | Spectateurs : 62 989 Arbitrage : Kim Dae-yong |
| 7 janvier 2023 13h30 (20h30) | Rapport (AFFMEC) Rapport (AFF) |         |           | Spectateurs : 62 989 Arbitrage : Kim Dae-yong | Spectateurs : 62 989 Arbitrage : Kim Dae-yong |

| Match 24                      | Thaïlande                                                   | 3 - 0   | Malaisie | Stade Thammasat, Pathum Thani                    |                                                  |
| 10 janvier 2023 13h30 (19h30) | ( Bunmathan) Dangda 19e · ( Panya) Phala 55e · Kraisorn 71e | (1 - 0) |          | Spectateurs : 18 927 Arbitrage : Adham Makhadmeh | Spectateurs : 18 927 Arbitrage : Adham Makhadmeh |
| 10 janvier 2023 13h30 (19h30) | Rapport (AFFMEC) Rapport (AFF)                              |         |          | Spectateurs : 18 927 Arbitrage : Adham Makhadmeh | Spectateurs : 18 927 Arbitrage : Adham Makhadmeh |

### Finale
| Équipe 1 | Score | Équipe 2  | Aller | Retour |
| -------- | ----- | --------- | ----- | ------ |
| Viêt Nam | 2 - 3 | Thaïlande | 2 - 2 | 0 - 1  |

| Match 25                      | Viêt Nam                                                                     | 2 - 2   | Thaïlande                                           | Stade national Mỹ Đình, Hanoï                 |                                               |
| 13 janvier 2023 13h30 (19h30) | ( Quế Ngọc Hải) Nguyễn Tiến Linh 24e · ( Nguyễn Thanh Bình) Vũ Văn Thanh 88e | (1 - 0) | 48e Arjvirai (Bunmathan ) · 63e Yooyen (Bunmathan ) | Spectateurs : 38 539 Arbitrage : Ko Hyung-jin | Spectateurs : 38 539 Arbitrage : Ko Hyung-jin |
| 13 janvier 2023 13h30 (19h30) | Rapport (AFFMEC) Rapport (AFF)                                               |         |                                                     | Spectateurs : 38 539 Arbitrage : Ko Hyung-jin | Spectateurs : 38 539 Arbitrage : Ko Hyung-jin |

| Match 26                      | Thaïlande                      | 1 - 0   | Viêt Nam | Stade Thammasat, Pathum Thani                |                                              |
| 16 janvier 2023 13h30 (19h30) | ( Kraisorn) Bunmathan 24e      | (1 - 0) |          | Spectateurs : 19 306 Arbitrage : Jumpei Iida | Spectateurs : 19 306 Arbitrage : Jumpei Iida |
| 16 janvier 2023 13h30 (19h30) | Rapport (AFFMEC) Rapport (AFF) |         |          | Spectateurs : 19 306 Arbitrage : Jumpei Iida | Spectateurs : 19 306 Arbitrage : Jumpei Iida |

## Statistiques

### Classement final
L'équipe classée 10e doit jouer un match de barrage lors de la prochaine édition.
Ce tableau montrera le classement des équipes tout au long du tournoi.
| Rang | Équipe      | Pts | J | G | N | P | Bp | Bc | Diff |
| ---- | ----------- | --- | - | - | - | - | -- | -- | ---- |
| 1    | Thaïlande   | 17  | 8 | 5 | 2 | 1 | 19 | 5  | +14  |
| 2    | Viêt Nam    | 15  | 8 | 4 | 3 | 1 | 16 | 3  | +13  |
| 3    | Malaisie    | 12  | 6 | 4 | 0 | 2 | 11 | 7  | +4   |
| 4    | Indonésie   | 10  | 6 | 3 | 2 | 1 | 12 | 5  | +7   |
| 5    | Singapour   | 7   | 4 | 2 | 1 | 1 | 6  | 6  | 0    |
| 6    | Cambodge    | 6   | 4 | 2 | 0 | 2 | 10 | 8  | +2   |
| 7    | Philippines | 3   | 4 | 1 | 0 | 3 | 8  | 10 | -2   |
| 8    | Birmanie    | 1   | 4 | 0 | 1 | 3 | 4  | 9  | -5   |
| 9    | Laos        | 1   | 4 | 0 | 1 | 3 | 2  | 15 | -13  |
| 10   | Brunei      | 0   | 4 | 0 | 0 | 4 | 2  | 22 | -20  |

## Commercialisation

### Ballons de match
Le ballon officiel de l'édition 2022 s'appelle BERSATU, qui est sponsorisé par Warrix Sports. Il s'agit de la deuxième édition où Warrix est désigné comme le « fournisseur officiel de ballons de match et de vêtements de sport » du championnat.

### Parrainage
- Source[11] :

| Titre du sponsor      | Partenaires officiels    | Supporteurs officiels                                                | Partenaire officiel du site de football |
| --------------------- | ------------------------ | -------------------------------------------------------------------- | --------------------------------------- |
| - Mitsubishi Electric | - Tiger Brokers - Yanmar | - Acecook Vietnam - Herbalife Vietnam - Pocari Sweat - TMGM - Warrix | - GOAL                                  |

## Couverture médiatique
| Diffuseurs de télévision du championnat AFF 2022 en Asie du Sud-Est | Diffuseurs de télévision du championnat AFF 2022 en Asie du Sud-Est | Diffuseurs de télévision du championnat AFF 2022 en Asie du Sud-Est | Diffuseurs de télévision du championnat AFF 2022 en Asie du Sud-Est | Diffuseurs de télévision du championnat AFF 2022 en Asie du Sud-Est |
| Pays                                                                | Réseau de diffusion                                                 | Télévision                                                          | Radio                                                               | Diffusion en direct                                                 |
| ------------------------------------------------------------------- | ------------------------------------------------------------------- | ------------------------------------------------------------------- | ------------------------------------------------------------------- | ------------------------------------------------------------------- |
| Brunei                                                              | RTB                                                                 | RTB Aneka                                                           | NC                                                                  | RTB Go                                                              |
| Cambodge                                                            | FPT Play                                                            | À venir                                                             | À venir                                                             | À venir                                                             |
| Laos                                                                | FPT Play                                                            |                                                                     | NC                                                                  |                                                                     |
| Indonésie                                                           | MNC Media                                                           | RCTI, iNews, Soccer Channel, MNC Sports                             | NC                                                                  | RCTI+ & Vision+                                                     |
| Malaisie                                                            | Astro                                                               | Astro Arena                                                         | NC                                                                  | Astro Go                                                            |
| Birmanie                                                            | FPT Play                                                            | À venir                                                             | À venir                                                             | À venir                                                             |
| Singapour                                                           | Mediacorp                                                           | Channel 5                                                           | NC                                                                  | MeWATCH                                                             |
| Viêt Nam                                                            | FPT Play, VTV                                                       | VTV5, VTV Cần Thơ                                                   | À venir                                                             | FPT Play, VTV Go                                                    |
| Diffuseurs de télévision internationaux du Championnat AFF 2022     |                                                                     |                                                                     |                                                                     |                                                                     |
| Corée du Sud                                                        | Seoul Broadcasting System                                           | SBS, SBS Sports,                                                    | NC                                                                  | SBS TV Live, SBS Sports YouTube channel, SBS app (tous les matchs)  |
| Reste du monde                                                      | YouTube                                                             | NC                                                                  | NC                                                                  | AFF Mitsubishi Electric Cup Channel                                 |